# Annopol
Annopol este un oraș în voievodatul Lublin, Polonia.